# Panesthia regalis
Panesthia regalis är en kackerlacksart som beskrevs av Walker, F. 1868. Panesthia regalis ingår i släktet Panesthia och familjen jättekackerlackor. Inga underarter finns listade i Catalogue of Life.